# Albert Konrad Gemmeker

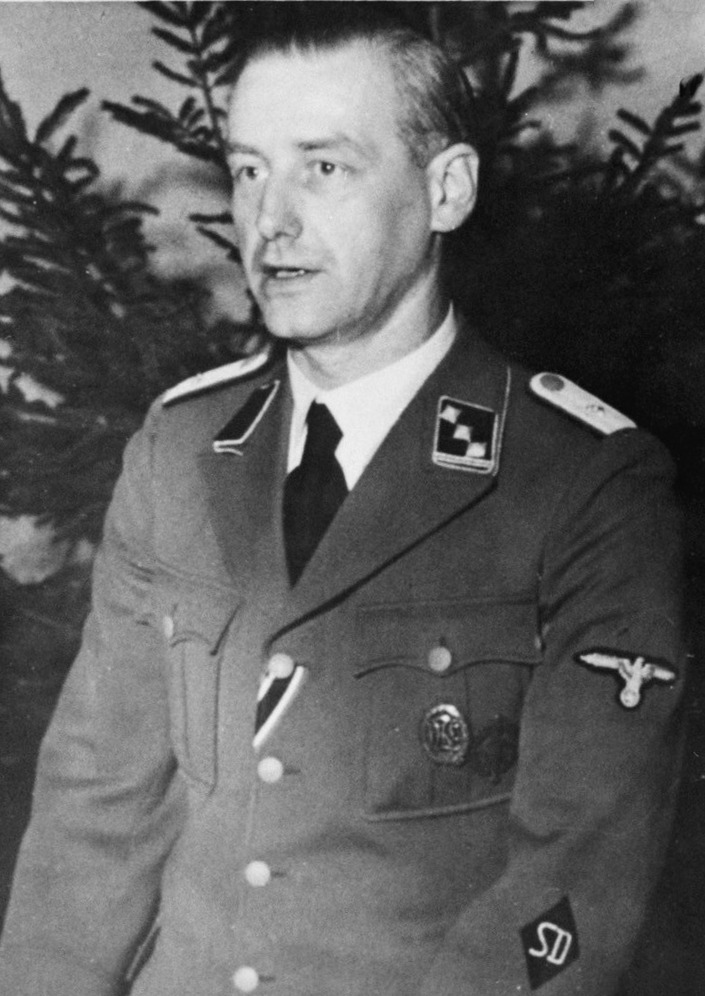
Albert Konrad Gemmeker (1942)

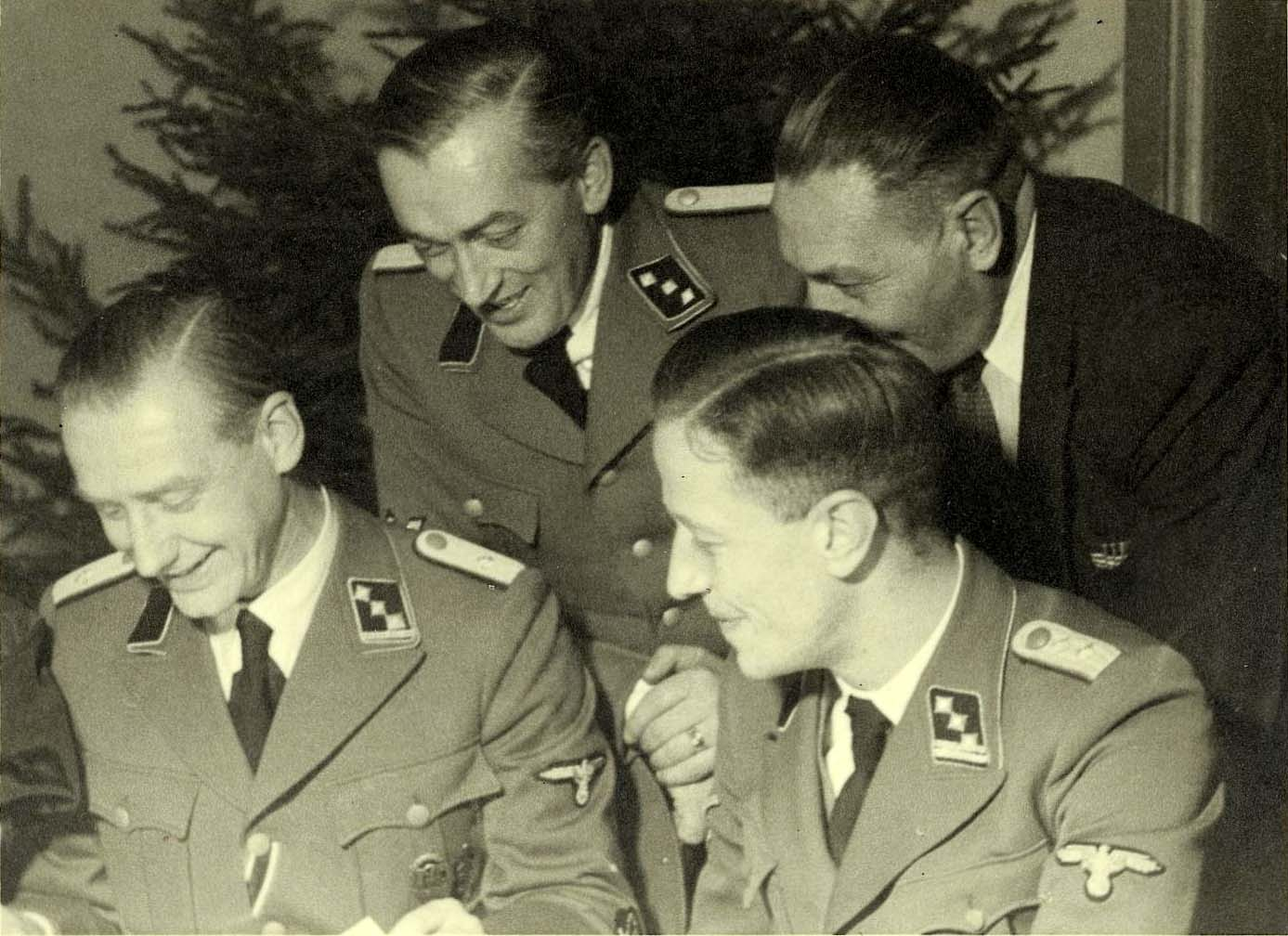
Julfest, Westerbork 1942: Gemmeker, Hassel, Aus der Fünten und Scheltnes (Liro)

Albert Konrad Gemmeker (* 27. September 1907 in Düsseldorf; † 30. August 1982 ebenda) war ein deutscher SS-Obersturmführer und Lagerkommandant des Durchgangslagers Westerbork. Während seiner Dienstzeit in dem niederländischen Lager wurden rund 80.000 jüdische Menschen nach Auschwitz deportiert.

## Biographie
Albert Gemmeker stammte aus ärmlichen Verhältnissen. In den 1920er Jahren verlor sein Vater seine Anstellung als Steinmetz, und der Sohn musste nach dem Verlassen der Schule im Alter von 14 Jahren bei einer Versicherung als Laufbursche arbeiten. Schließlich wurde auch er arbeitslos.
Gemmeker bewarb sich für eine Polizeilaufbahn und begann 1927 eine Ausbildung. Nach Abschluss dieser Ausbildung auf der Polizeischule in Bonn arbeitete er ab 1933 bei der Polizei in Duisburg, vorzugsweise im Innendienst. Er versuchte, durch Studium und „überdurchschnittliche Loyalität“ Karriere zu machen. 1935 wechselte er zur Gestapo nach Düsseldorf. Er stieg zum Chef der Abteilung 1 C3 auf, wo er unter anderem für das Inkasso der Kosten für die Schutzhaft zuständig war, für die die Inhaftierten selbst für jeden Tag 1,50 Mark zahlen mussten. Nach dem Krieg behauptete er, von den Pogromen am 9. November 1938 nichts gewusst zu haben; der niederländische Historiker Ad van Liempt fand jedoch ein Dokument mit Instruktionen für diese Nacht, die von einem Gemmeker unterzeichnet waren.
Gemmeker beantragte am 26. Oktober 1937 die Aufnahme in die NSDAP und wurde rückwirkend zum 1. Mai desselben Jahres aufgenommen (Mitgliedsnummer 5.620.430). Zum 1. November 1940 schloss er sich der SS an. Am 25. August 1940 wurde er nach Den Haag versetzt. Dort war er beim Befehlshaber der Sicherheitspolizei und des SD (BdS) bis Juni 1942 als Referent der Abteilung Verwaltung tätig. Von Mai bis August 1941 besuchte er einen Lehrgang an der SD-Führerschule in Bernau, nach Einschätzung des Historikers Hans-Christian Harten ein „Schulungsort für Massenmord“. Dort legte Gemmeker die Prüfung zum Polizei-Inspektor ab. Anschließend leitete Albert Gemmeker kurzzeitig das Geisellager Sint-Michielsgestel.
Vom 12. Oktober 1942 bis April 1945 war Albert Gemmeker Kommandant des Lagers Westerbork; seine Sekretärin Elisabeth Hassel, die auch seine Geliebte war, begleitete ihn dorthin. Dort war er dritter und letzter deutscher Lagerkommandant. Sein Vorgesetzter Wilhelm Harster erwartete von Gemmeker, Ordnung ins Lager zu bringen und die Transporte ohne Aufsehen ablaufen zu lassen. Zu diesem Zweck wurde im November 1942 eine direkte Bahnstrecke von Westerbork nach Auschwitz in Betrieb genommen.
Während Gemmekers Kommandantur wurden etwa 80.000 Juden in die Vernichtungslager transportiert, für deren Auswahl er verantwortlich war. Wöchentlich plante er mit seinem Stab die Zusammensetzung der Transporte, die in der Regel aus 1000 Menschen bestanden. Die Sicherheitspolizei in Den Haag legte lediglich die genaue Anzahl der Deportationsopfer fest.
Auch in Einzelfällen hatte Gemmeker den Tod von Menschen zu verantworten. Im Dezember 1943 entdeckte er nachts am Stacheldrahtzaun des Lagers ein Pärchen: Lotte Weisz, eine Lagerinsassin, traf sich dort mit dem Wachsoldaten Johan Smallenbroek. Lottes Familie befand sich auf der „Stammliste“ derjenigen Personen, die Funktionen im Lager hatten und deshalb nicht deportiert werden sollten. Lotte Weisz wurde nach diesem Vorfall nach Auschwitz deportiert; sie starb später in Bergen-Belsen. Ihre Familie wurde von der Stammliste gestrichen und ihre Eltern und einer ihrer Brüder in Auschwitz ermordet. Smallenbroek wurde zu sechs Monaten Haft verurteilt und überlebte das Kriegsende. In einem anderen Fall wurde ein Häftling und dessen Familie auf Veranlassung von Gemmeker deportiert, weil er vor dem Lagerkommandanten die Mütze nicht abgenommen hatte. Der Mann hatte Gemmeker nicht erkannt und trug zudem auf seinen Armen schwere Holzscheite. Auch war Gemmeker bei der Räumung des jüdischen psychiatrischen Krankenhauses Het Apeldoornsche Bosch vor Ort, von dem aus über 1200 Menschen nach Auschwitz gebracht wurden.
Albert Gemmeker galt – im Gegensatz zu seinem Vorgänger Josef Hugo Dischner, der Alkoholiker war und zu Exzessen neigte – als kultiviert und nicht korrupt. Die in Westerbork inhaftierte jüdische Lehrerin Etty Hillesum schrieb über Gemmeker in einem Brief aus dem Lager: „Und dann hat er etwas zwischen gepflegtem Frisiergehilfen und Stammgast einer Künstlerkneipe in seiner Art. Aber die Verbissenheit und die forcierte Strammheit überwiegen.“ Hillesum wurde in Auschwitz ermordet, ihr Abtransport geschah unter Gemmekers Verantwortung. Andere Insassen sagten über ihn: „Der vorige Kommandant trat die Leute mit dem Stiefel nach Polen, dieser lächelt sie nach Polen.“ Gemmeker förderte Freizeitaktivitäten und Kabarett im Lager und befahl dem jüdischen Fotografen Rudolf Breslauer, das tägliche Lagerleben zu filmen. Der jüdische Journalist Heinz Todtmann schrieb das Drehbuch. Dabei entstanden 85 Minuten Filmmaterial, insbesondere über die Transporte ins KZ Auschwitz. Nach Darstellung seines niederländischen Mitarbeiters Hans Ottenstein fühlte sich Gemmeker in Westerbork als „König eines kleinen Königreichs“ und ließ sich von den jüdischen Häftlingen – darunter Ärzte, Friseure, Handwerker – bedienen. Seine Vorgehensweise funktionierte zur Zufriedenheit seiner Vorgesetzten: In keinem anderen Land in Europa lief die Deportation von Menschen so reibungslos ab wie in den Niederlanden.
Am 11. April 1945 übertrug Gemmeker die Lagerleitung dem jüdischen Dienstleiter Kurt Schlesinger und verließ das Lager kurz vor den herannahenden Kanadiern. Er war noch kurzzeitig im noch nicht befreiten Amsterdam als Verwaltungsoffizier tätig. Nach der Befreiung wurde er noch im Mai 1945 verhaftet.
Am 20. Januar 1949 wurde Albert Gemmeker in einem Prozess vor dem Sondergericht Leeuwarden zu zehn Jahren Haft verurteilt. Der Staatsanwalt hatte die relativ milde Strafe von zwölf Jahren beantragt und nicht die Todesstrafe, unter anderem mit der Begründung, Gemmeker sei Deutscher und kein Niederländer (was in anderen vergleichbaren Fällen nicht ins Gewicht fiel). Die korrekte Behandlung der Häftlinge wurde ihm zudem strafmildernd angerechnet. Der Angeklagte berief sich darauf, nicht gewusst zu haben, was die Menschen in den Vernichtungslagern erwartete.
Nach seiner Freilassung im April 1951 kehrte Gemmeker nach Düsseldorf zurück, wo er anschließend am Carlsplatz in einem Tabakwarenladen arbeitete. Es soll jüdischen Holocaust-Überlebenden große Genugtuung bereitet haben, bei ihm einzukaufen und sich von dem früheren Lagerleiter bedienen zu lassen.
1959 erschien in der DDR-Zeitschrift Weltbühne ein Artikel über ehemalige Nationalsozialisten in der Bundesrepublik, in dem auch Gemmeker erwähnt wurde. Die Staatsanwaltschaft in Düsseldorf stufte diese Angaben als „kommunistische Propaganda“ ein. Einige Wochen später erschien in der Kirchenzeitung Die Stimme der Gemeinde ein ähnlicher Artikel, der die Staatsanwaltschaft zu einem Ermittlungsverfahren veranlasste. Dieses wurde 1961 eingestellt, da nicht bewiesen werden könne, dass Gemmeker von der Ermordung der jüdischen Menschen gewusst habe. Im Jahr 1967 wurden in Deutschland neue Ermittlungen eingeleitet, da dessen ehemalige SS-Kollegen Wilhelm Harster und Wilhelm Zoepf inzwischen eingeräumt hatten, seit 1942 oder 1943 von der Ermordung der Juden gewusst zu haben. Bis 1976 wurden rund 130 Zeugen in mehreren Ländern befragt. Aber auch diesmal wurden – so die Staatsanwaltschaft – keine zureichenden Beweise gefunden, um den ehemaligen KZ-Kommandanten wegen seines Mitwirkens am Holocaust strafrechtlich zur Verantwortung ziehen zu können.